# NGC 5402
NGC 5402 (другие обозначения — UGC 8903, MCG 10-20-54, ZWG 295.29, IRAS13566+6003, PGC 49712) — галактика в созвездии Большая Медведица.
Этот объект входит в число перечисленных в оригинальной редакции «Нового общего каталога».